# 우타 (사르데냐)
우타(언어 오류(srd): Uda)는 이탈리아 사르데냐 주 칼리아리 광역시의 코무네이다. 칼리아리에서 북서쪽으로 약 15 킬로미터 (9 mi) 떨어진 곳에 위치해 있다. 인구는 8,914명이다.
주요 명소는 로마네스크 양식의 산타 마리아 교회이다. 몬테 아르코수 근처 지역에서는 1849년에 일부 누라그 청동 유물도 발견되었다.
우타는 다음 코무네와 접한다: 아세미니, 카포테라, 데시모마누, 실리쿠아, 빌라스페치오사.

## 인구 통계
| 연도 | 인구  | ±%     |
| ---- | ----- | ------ |
| 1861 | 1,723 | —      |
| 1871 | 1,594 | −7.5%  |
| 1881 | 1,539 | −3.5%  |
| 1901 | 1,640 | +6.6%  |
| 1911 | 1,956 | +19.3% |
| 1921 | 2,042 | +4.4%  |
| 1931 | 2,216 | +8.5%  |
| 1936 | 2,396 | +8.1%  |

| 연도 | 인구  | ±%     |
| ---- | ----- | ------ |
| 1951 | 3,314 | +38.3% |
| 1961 | 4,421 | +33.4% |
| 1971 | 5,027 | +13.7% |
| 1981 | 5,696 | +13.3% |
| 1991 | 6,317 | +10.9% |
| 2001 | 6,692 | +5.9%  |
| 2011 | 7,859 | +17.4% |
| 2021 | 8,671 | +10.3% |